# Generał Todorow
Generał Todorow (bułg. Генерал Тодоров) – wieś w Bułgarii, w obwodzie Błagojewgrad, w gminie Petricz. Według danych szacunkowych Ujednoliconego Systemu Ewidencji Ludności oraz Usług Administracyjnych dla Ludności, 15 czerwca 2020 roku miejscowość liczyła 605 mieszkańców. Nazwa miejscowości została nadana na cześć generała Georgiego Todorowa.

## Osoby związane z miejscowością

### Urodzeni
- Stojan Milew (1948) – bułgarski pisarz

### Zmarli
- Szterjo Włachow (1884–1924) – bułgarski rewolucjonista
- Dinczo Wretenarow (?–1924) – bułgarski rewolucjonista